# Natação nos Jogos Olímpicos de Verão de 2012 - 200 m borboleta masculino
A competição dos 200 metros borboleta masculino da natação nos Jogos Olímpicos de Verão de 2012 foi disputada nos dias 30 e 31 de julho no Centro Aquático de Londres.

## Medalhistas
| Ouro   | RSA Chad le Clos    |
| Prata  | USA Michael Phelps  |
| Bronze | JPN Takeshi Matsuda |

## Recordes
Antes desta competição, os recordes mundiais e olímpicos da prova eram os seguintes:
| Tipo | Atleta         | Tempo   | Local  | Data                 |
| ---- | -------------- | ------- | ------ | -------------------- |
|      | Michael Phelps | 1:51.51 | Roma   | 29 de julho de 2009  |
|      | Michael Phelps | 1:52.03 | Pequim | 13 de agosto de 2008 |

## Resultados

### Eliminatórias
| Pos. | Elim. | Raia | Nadador                | CON                | Tempo   | Notas            |
| ---- | ----- | ---- | ---------------------- | ------------------ | ------- | ---------------- |
| 1    | 5     | 3    | Dinko Jukić            | AUT Áustria        | 1:54.79 | Q                |
| 2    | 5     | 6    | Tyler Clary            | USA Estados Unidos | 1:54.96 | Q                |
| 3    | 3     | 7    | Velimir Stjepanović    | SRB Sérvia         | 1:54:99 | Q,               |
| 4    | 3     | 3    | Chad le Clos           | RSA África do Sul  | 1:55.23 | Q                |
| 5    | 5     | 4    | Michael Phelps         | USA Estados Unidos | 1:55.53 | Q                |
| 6    | 3     | 5    | Chen Yin               | CHN China          | 1:55.60 | Q                |
| 7    | 3     | 6    | Kazuya Kaneda          | JPN Japão          | 1:55.70 | Q                |
| 8    | 4     | 4    | Takeshi Matsuda        | JPN Japão          | 1:55.81 | Q                |
| 9    | 4     | 3    | László Cseh            | HUN Hungria        | 1:55.86 | Q                |
| 10   | 3     | 4    | Wu Peng                | CHN China          | 1:55.88 | Q                |
| 11   | 5     | 2    | Paweł Korzeniowski     | POL Polônia        | 1:56.09 | Q                |
| 12   | 5     | 5    | Nick D'Arcy            | AUS Austrália      | 1:56.25 | Q                |
| 13   | 4     | 5    | Bence Biczó            | HUN Hungria        | 1:56.51 | Q                |
| 14   | 5     | 1    | Chris Wright           | AUS Austrália      | 1:56.69 | Q                |
| 15   | 4     | 1    | Nikolay Skvortsov      | RUS Rússia         | 1:56.76 | Q                |
| 16   | 3     | 1    | Ioannis Drymonakos     | GRE Grécia         | 1:56.97 | Q                |
| 17   | 4     | 6    | Kaio Márcio de Almeida | BRA Brasil         | 1:56.99 |                  |
| 17   | 3     | 2    | Joe Roebuck            | GBR Grã-Bretanha   | 1:56.99 |                  |
| 19   | 4     | 7    | Marcin Cieślak         | POL Polônia        | 1:57.07 |                  |
| 20   | 5     | 7    | Roberto Pavoni         | GBR Grã-Bretanha   | 1:57.55 |                  |
| 21   | 4     | 2    | Leonardo de Deus       | BRA Brasil         | 1:58.03 |                  |
| 22   | 2     | 3    | Pedro Oliveira         | POR Portugal       | 1:58.45 |                  |
| 23   | 4     | 8    | Stefanos Dimitriadis   | GRE Grécia         | 1:58.79 |                  |
| 24   | 3     | 8    | Robert Žbogar          | SLO Eslovênia      | 1:58.99 |                  |
| 25   | 2     | 8    | Mauricio Fiol          | PER Peru           | 1:59.02 | Recorde nacional |
| 26   | 5     | 8    | Joseph Schooling       | SIN Singapura      | 1:59.18 |                  |
| 27   | 2     | 1    | Marcos Lavado          | VEN Venezuela      | 1:59.31 |                  |
| 28   | 2     | 2    | Illya Chuyev           | UKR Ucrânia        | 1:59.65 |                  |
| 29   | 2     | 5    | Alexandru Coci         | ROU Romênia        | 1:59.67 |                  |
| 30   | 2     | 7    | Hsu Chi-Chieh          | TPE Taipé Chinês   | 1:59.81 |                  |
| 31   | 2     | 6    | David Sharpe           | CAN Canadá         | 1:59.87 |                  |
| 32   | 1     | 4    | Gal Nevo               | ISR Israel         | 1:59.98 |                  |
| 33   | 2     | 4    | Alexandre Liess        | SUI Suíça          | 2:00.13 |                  |
| 34   | 1     | 3    | Omar Pinzón            | COL Colômbia       | 2:02.32 |                  |
| 35   | 1     | 6    | Diego Castillo         | PAN Panamá         | 2:04.72 |                  |
| 36   | 1     | 5    | Yousef Al-Askari       | KUW Kuwait         | 2:05.41 |                  |
| 37   | 1     | 2    | Hocine Haciane         | AND Andorra        | 2:06.37 |                  |

### Semifinal

#### Semifinal 1
| Pos. | Raia | Nadador            | CON                | Tempo   | Notas |
| ---- | ---- | ------------------ | ------------------ | ------- | ----- |
| 1    | 6    | Takeshi Matsuda    | JPN Japão          | 1:54.25 | Q     |
| 2    | 5    | Chad le Clos       | RSA África do Sul  | 1:54.34 | Q,    |
| 3    | 3    | Chen Yin           | CHN China          | 1:54.43 | Q     |
| 4    | 4    | Tyler Clary        | USA Estados Unidos | 1:54.93 | Q     |
| 5    | 2    | Wu Peng            | CHN China          | 1:55.65 |       |
| 6    | 7    | Nick D'Arcy        | AUS Austrália      | 1:56.07 |       |
| 7    | 8    | Ioannis Drymonakos | GRE Grécia         | 1:58.05 |       |
| 8    | 1    | Chris Wright       | AUS Austrália      | 1:58.56 |       |

#### Semifinal 2
| Pos. | Raia | Nadador             | CON                | Tempo   | Notas |
| ---- | ---- | ------------------- | ------------------ | ------- | ----- |
| 1    | 3    | Michael Phelps      | USA Estados Unidos | 1:54.53 | Q     |
| 2    | 4    | Dinko Jukić         | AUT Áustria        | 1:54.95 | Q     |
| 3    | 7    | Paweł Korzeniowski  | POL Polônia        | 1:55.04 | Q     |
| 4    | 5    | Velimir Stjepanović | SRB Sérvia         | 1:55.13 | Q     |
| 5    | 1    | Bence Biczó         | HUN Hungria        | 1:55.36 |       |
| 6    | 6    | Kazuya Kaneda       | JPN Japão          | 1:55.56 |       |
| 7    | 2    | László Cseh         | HUN Hungria        | 1:55.88 |       |
| 8    | 8    | Nikolay Skvortsov   | RUS Rússia         | 1:56.53 |       |

### Final
| Pos.              | Raia | Nadador             | CON                | Tempo   | Notas            |
| ----------------- | ---- | ------------------- | ------------------ | ------- | ---------------- |
| Medalha de ouro   | 5    | Chad le Clos        | RSA África do Sul  | 1:52.96 | Recorde africano |
| Medalha de prata  | 6    | Michael Phelps      | USA Estados Unidos | 1:53.01 |                  |
| Medalha de bronze | 4    | Takeshi Matsuda     | JPN Japão          | 1:53.21 |                  |
| 4                 | 7    | Dinko Jukić         | AUT Áustria        | 1:54.35 | Recorde nacional |
| 5                 | 2    | Tyler Clary         | USA Estados Unidos | 1:55.06 |                  |
| 6                 | 8    | Velimir Stjepanović | SRB Sérvia         | 1:55.07 |                  |
| 7                 | 1    | Paweł Korzeniowski  | POL Polônia        | 1:55.08 |                  |
| 8                 | 3    | Chen Yin            | CHN China          | 1:55.18 |                  |

Legenda
| Recorde mundial      | Recorde mundial (World record)               |                       | Recorde africano                      | Recorde africano (African) |                                           | Q | Classificado por posição (Qualified) |
| Recorde olímpico     | Recorde olímpico (Olympic record)            | Recorde da América    | Recorde da América (Americas)         | q                          | Classificado por melhor tempo (Qualified) |   |                                      |
| Melhor marca do ano  | Melhor marca do ano (World leading)          | Recorde asiático      | Recorde asiático (Asian)              | DNS                        | Não largou (Did not start)                |   |                                      |
| Recorde nacional     | Recorde nacional (National record)           | Recorde europeu       | Recorde europeu (European)            | DNF                        | Não terminou (Did not finish)             |   |                                      |
| Recorde pessoal      | Recorde pessoal do atleta (Personal best)    | Recorde da Oceania    | Recorde da Oceania (Oceania)          | DSQ / DQ                   | Desclassificado (Disqualified)            |   |                                      |
| Recorde da temporada | Recorde da temporada do atleta (Season best) | Recorde sul-americano | Recorde sul-americano (South America) | NM                         | Sem marca (No mark)                       |   |                                      |